# Drei Toteisverlandungen östlich Harpfetsham

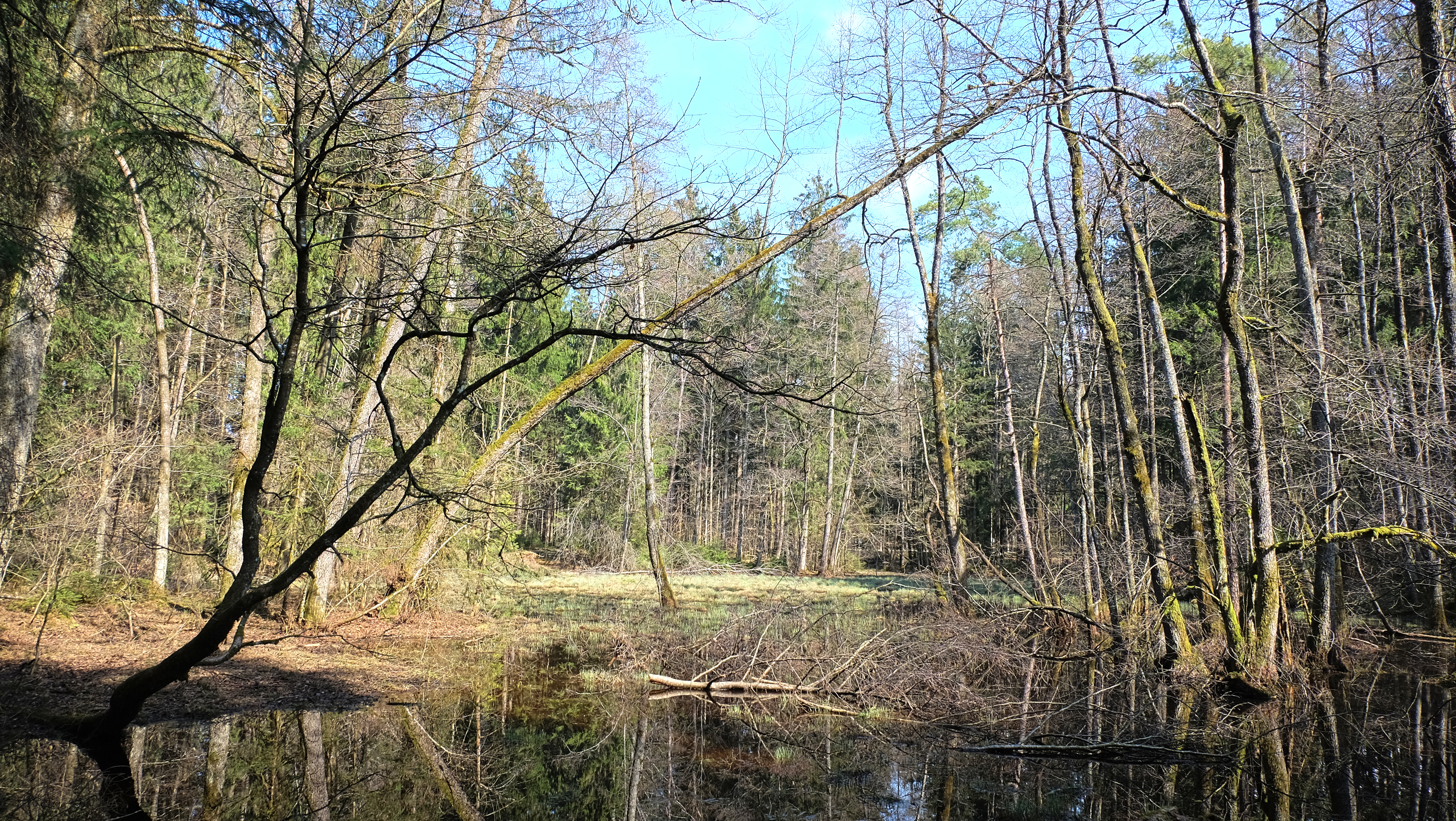
Ansicht der nördlichsten Toteisverlandung

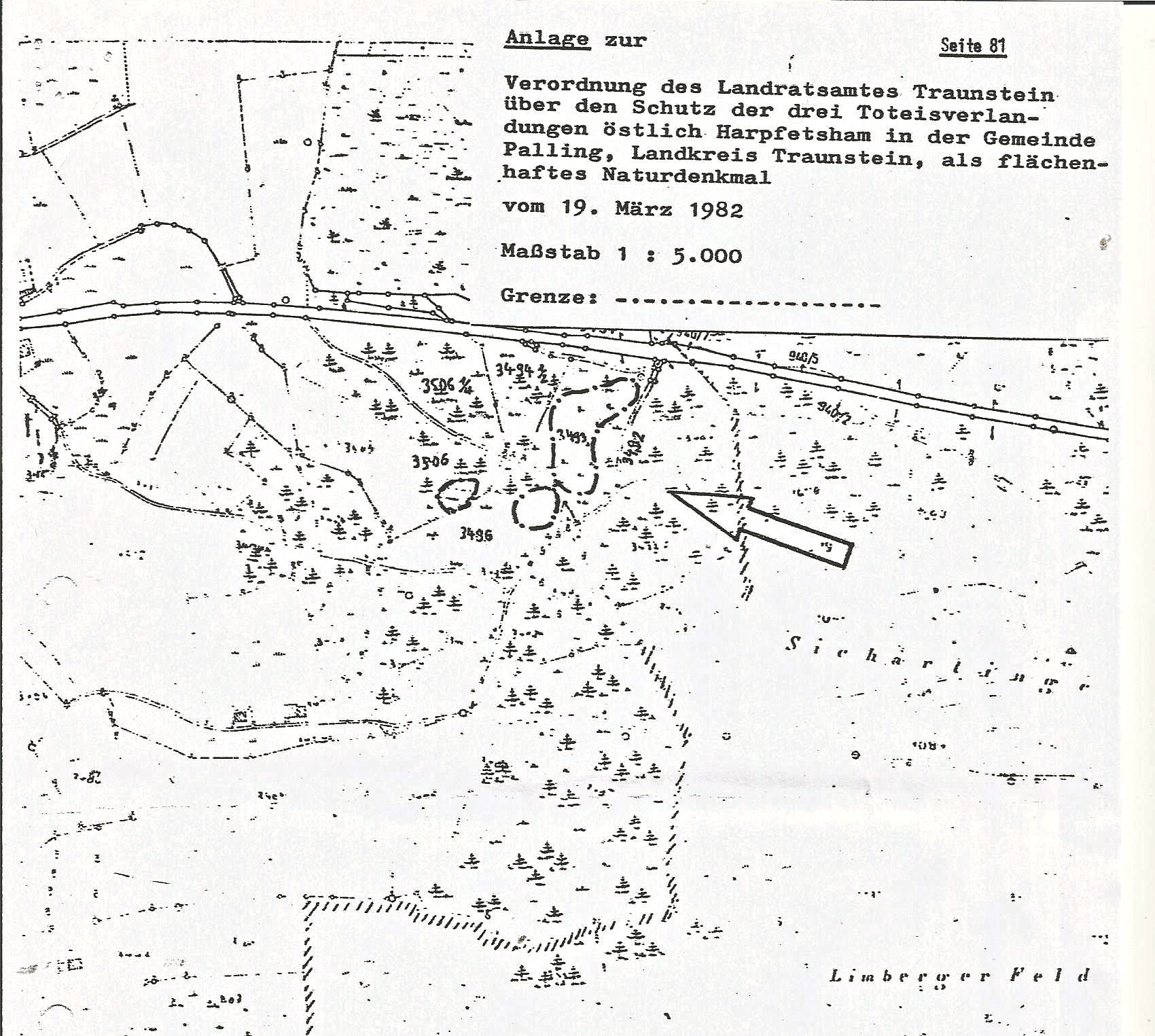
Auszug Verordnung

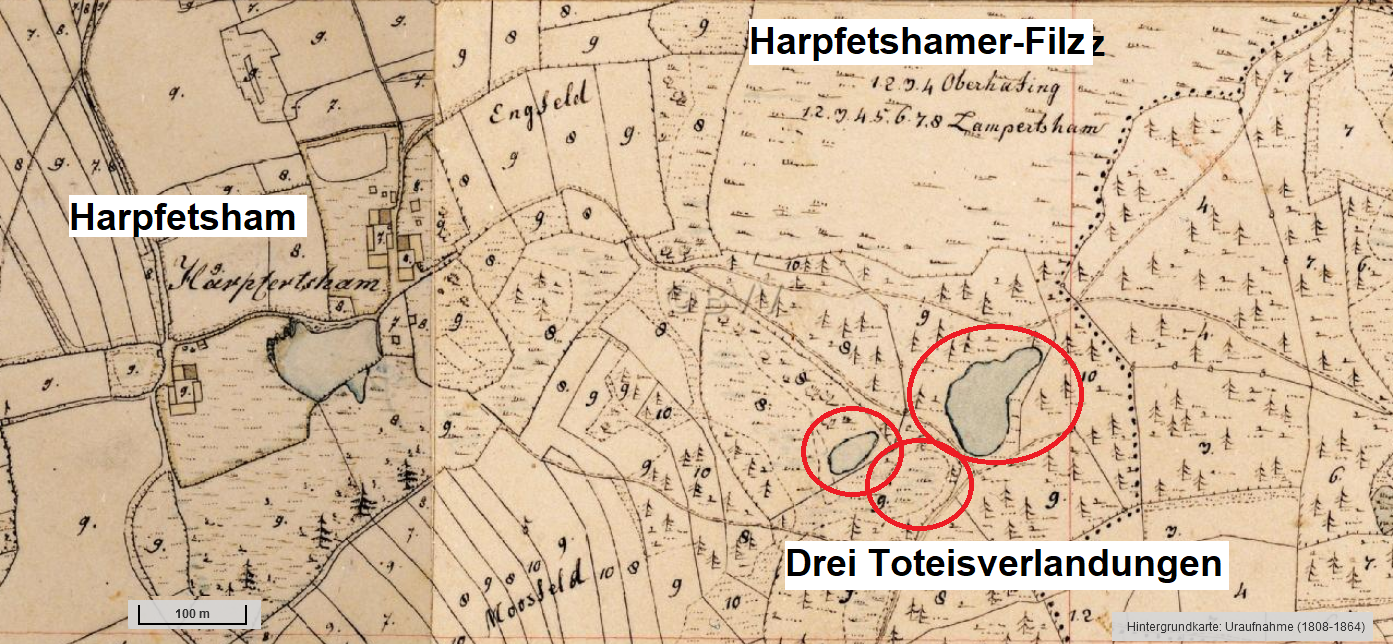
Lage in hist. Karte

Als flächenhaftes Naturdenkmal sind die Drei Toteisverlandungen östlich Harpfetsham auf dem Gemeindegebiet von Palling im Landkreis Traunstein seit März 1982 unter Schutz gestellt.
Das Bayerische Landesamt für Umwelt (LfU) führt sie unter der Nummer ND-00101.

## Lage
Östlich des Klostergutes Harpfetsham, in der Gemeinde Palling, befindet sich ein ca. 41 ha großes Moor. Im BayernAtlas wird es als Filzholz bezeichnet und in der geologischen Literatur als Harpfetshamer Filz beschrieben.
Das Moor liegt zwischen dem äußersten Randmoränenwall (Harpfetsham) und dem nächstinneren Wall (Lampertsham) im westlichen Rand des Salzachgletschers.
Die drei Toteisverlandungen liegen in einem Moränenbereich, am südlichen Rand des Moores.

## Schutzgebiet und Verordnung
Der Bereich der drei Toteisverlandungen (0,68 ha) ist durch Verordnung des Landratsamtes Traunstein vom 19. März 1982, unter der Nummer ND-00101, als flächenhaftes Naturdenkmal unter Schutz gestellt.
In der Verordnung wird hervorgehoben, dass wegen der Eigenart und Seltenheit sowie ihrer ökologischen, wissenschaftlichen, entstehungsgeschichtlichen, floristischen und faunistischen Bedeutung der Schutz im öffentlichen Interesse liegt.